# Фудбалски савез Србије
Фудбалски савез Србије (ФСС) је организација која управља фудбалом и футсалом у Србији са седиштем у Београду.
ФСС је наследник Фудбалског савеза Југославије који је основан 13. априла 1919. године и Фудбалског савеза Србије и Црне Горе од 2006. године.

## Историја
Фудбалски Савез Србије је најмасовнија и најорганизованија спортска организација у Србији. Основан је 28. августа 1948. одлуком Фискултурног савеза Србије. Међутим, фудбал као игра у Србији има неупоредиво дужу традицију. Прва фудбалска утакмица, према веродостојним записима, одиграна је још 1896. године између зидина Доњег града Калемегдана и Небојшине куле (19. маја по старом, односно 31. маја по новом календару). Организатор меча било је Гимнастичарско друштво Соко. У извештају Вечерњих новости могло се прочитати и следеће: Гимнастичари су изводили разне игра једном великом лоптом, бацајући је по извесним правилима час у вис, час у даљину и што је најзанимљивије само ногама. О фудбалу се писало и 1899. када је (15. јун) Прво српско друштво за игру лоптом организовало утакмицу на новом ограђеном игралишту код Дома сироте деце за чије је уређење потрошено 500 динара. У пролеће 1901. фудбал се према неким записима поново играо у Београду. У априлу 1903. године, при београдском Гимнастичарском друштву Соко, основан је истоимени фудбалски клуб. Шест месеци касније (14. септембра) у Крагујевцу
је на иницијативу Данила Стојановића Даче основан клуб Шумадија. Најстарији српски клуб ипак је суботичка Бачка (3. август 1901), уз напомену да је Суботица у то време била део Аустроугарске па се овај клуб неколико година такмичио у лиги Јужне Мађарске. Београдски Соко и крагујевачка Шумадија су први међусобни сусрет одиграли тек 1904. године. Ускоро, широм Србије, оснивају се нови фудбалски клубови: Душан Силни у Шапцу (1908), Вихор у Обреновцу (1909), Делиград у Алексинцу (1909), Сокол у Краљеву (1910), Олимпија у Нишу (1912), Јавор у Ивањици (1912), Озрен у Соко Бањи (1912) и други. У преводу Анастасиса Христодула 1905. објављена су прва Правила фудбалске игре у Србији. Први фудбалски турнир у Србији одржан је 1913. године. Учествовале су екипе Сокола, БСК-а и Шумадије.

## Такмичења
Фудбалска такмичења на нивоу Републике Србије организована су на следећи начин:

### Лиге

#### Мушкарци

##### Фудбал
- Суперлига Србије — прва лига
- Прва лига Србије — друга лига
- Српска лига (4 групе) — трећа лига
  - Српска лига Запад
  - Српска лига Исток
  - Српска лига Војводина
  - Српска лига Београд
- Зонске лиге (10 група) — четврта лига
  - Београдска зона
  - Војвођанска лига Исток
  - Војвођанска лига Север
  - Војвођанска лига Југ
  - Зона Морава
  - Зона Дунав
  - Зона Дрина
  - Зона Запад
  - Зона Исток
  - Зона Југ
- Окружне лиге (31 лиге) — пета лига
- Међуопштинске лиге (52 лиге) — шеста лига
- Општинске лиге (57 лиге) — седма лига
- Друге општинске лиге (6 лиге) — осма лига
- Фудбалске лиге млађих категорија (омладинска, кадетска и пионирска)

##### Футсал
- Прва лига Србије — прва лига
- Друга лига Србије (4 групе) — друга лига
  - Друга лига Србије група Београд
  - Друга лига Србије група Запад
  - Друга лига Србије група Исток
  - Друга лига Србије група Војводина

#### Жене

##### Фудбал
- Суперлига Србије — прва лига
- Прва лига Србије — друга лига
- Друга лига Србије (2 групе) — трећа лига
  - Друга лига Србије група Запад
  - Друга лига Србије група Север

### Куп

#### Мушкарци

##### Фудбал
- Куп Србије

##### Футсал
- Куп Србије

#### Жене

##### Фудбал
- Куп Србије

ФС Србије непосредно руководи овим такмичењима, с тим, што одређене послове у непосредном спровођењу ових такмичења може поверити другим органима (заједницама, удружењима, савезима и др.).

## Репрезентације

### Мушкарци

#### Фудбал
- Репрезентација Србије
- Репрезентација Србије до 21 године
- Репрезентација Србије до 20 година
- Репрезентација Србије до 19 година
- Репрезентација Србије до 17 година

#### Футсал
- Репрезентација Србије

### Жене

#### Фудбал
- Репрезентација Србије
- Репрезентација Србије до 19 година
- Репрезентација Србије до 17 година

## Клубови
Комплетна активност бављења фудбалским спортом на територији ФС Србије се обавља са укупно:
- регистрованих Фудбалских клубова 2.032
- екипа у клубовима разних узраста 4.368
- лига у којима се одвија такмичење 365
- регистрованих играча 122.854
- фудбалских тренера са дипломом 4.901
- фудбалских судија који суде утакмице 4.032
- здравствених радника који раде у клубовима 1.146

## Председници
| Председник                  | Време                   |
| --------------------------- | ----------------------- |
| Миљан Миљанић               | 1992 — март 2001        |
| Драган Стојковић            | март 2001 — јун 2005    |
| Томислав Караџић            | јун 2005 — јул 2006     |
| Звездан Терзић              | јул 2006 — март 2008    |
| Томислав Караџић            | јул 2008 — мај 2016     |
| Славиша Кокеза              | мај 2016 — март 2021    |
| Марко Пантелић (привремено) | март 2021 — мај 2021    |
| Ненад Бјековић (привремено) | мај 2021 — фебруар 2023 |
| Драган Џајић                | март 2023— тренутно     |

## Организација
ФС Србије је јединствена фудбалска организација за територију Републике Србије коју чине основне организације: фудбалски клубови и њихове асоцијације, територијални фудбалски савези, стручна удружења и друге фудбалске организације
Територијални фудбалски савези су:
- Покрајински фудбалски савези
  - Фудбалски савез Војводине
  - Фудбалски савез Косова и Метохије
- Регионални фудбалски савези
  - Фудбалски савез Региона Источне Србије
  - Фудбалски савез Региона Западне Србије
- Градски фудбалски савези, 5, међу којима и
  - Фудбалски савез Београда
- 8 Подручних фудбалских савеза
- 17 Окружних фудбалских савеза
- 102 Општинска фудбалска савеза

## Галерија
- Грб ФСС (2006)
- Грб ФСС (2007–данас)
- Грб ФСС (2022–данас)